# Malthininae
Malthininae es una subfamilia de coleópteros polífagos, de la familia Cantharidae.

## Tribus
Está dividida en tres tribus principales: 
- Malchinini
- Malthinini
- Malthodini

## Lista de géneros

### Malchinini
- Macrocerus
- Malchinus

### Malthinini
- Caccodes
- Malthinus

### Malthodini
- Frostia
- Malthodes